# Oltre (Emma)
Oltre è l'EP di debutto della cantautrice italiana Emma, pubblicato il 16 marzo 2010 dalla Universal.

## Descrizione
Pubblicato poco prima della finale della nona edizione del talent show Amici di Maria De Filippi vinta dalla cantante, Oltre segna il debutto di Marrone come cantante solista. Prodotto da Dado Parisini, il quale ha curato gli arrangiamenti insieme a Daniele Coro, l'EP contiene sette brani, tra cui il singolo Calore e tre brani, Davvero, Folle Paradiso e Meravigliosa, precedentemente inseriti nelle compilation legate alla trasmissione, intitolate Sfida e 9.
La maggior parte dei brani sono stati scritti, sia per il testo che per la musica, da Federica Camba e Daniele Coro, ma hanno collaborato alla scrittura dell'EP anche Roberto Angelini, Antonio Galbiati e Fortunato Zampaglione.
Oltre è caratterizzato principalmente da atmosfere pop e rock, anche se nel singolo Un sogno a costo zero troviamo delle influenze ska e in Meravigliosa delle sonorità blues. La voce di Marrone nel disco si presenta calda, graffiante e acuta, soprattutto in alcuni brani come Sembra strano e L'esigenza di te.

## Titolo e copertina
L'EP deve il suo nome al tatuaggio che la stessa Marrone ha alla base del collo, nella parte posteriore del corpo, contenente la medesima scritta e il medesimo contorno. Lo stesso è visibile sul retro del CD e nel libretto dell'edizione digitale.

## Promozione
Il 16 marzo 2010 la cantante ha pubblicato come primo singolo Calore. A seguire è stato estratto Un sogno a costo zero mentre come terzo ed ultimo singolo è stato estratto Sembra strano, distribuito poco prima dell'uscita dell'album in studio di debutto della cantante, A me piace così.
Dal 25 giugno al 18 settembre 2010, la cantante ha promosso l'EP attraverso l'Ahi ce sta passu Tour, il suo primo tour solista, esibendosi in 16 città italiane.

## Tracce
Testi e musiche di Federica Camba e Daniele Coro, eccetto dove indicato.
1. Sembra strano – 3:36
2. L'esigenza di te – 3:28
3. Calore – 3:24 (Roberto Angelini)
4. Meravigliosa – 3:39 (Antonio Galbiati e Fortunato Zampaglione)
5. Un sogno a costo zero – 3:11
6. Davvero – 3:48
7. Folle paradiso – 3:33

## Successo commerciale
Oltre ha riscosso un ottimo successo in Italia, nel quale ha raggiunto la prima posizione della relativa classifica, essendo certificato doppio disco di platino nelle prime due settimane dall'uscita del medesimo per le oltre 120 000 copie distribuite ed essendo infine stato il secondo album più venduto in Italia nel 2010. Il successo è stato supportato anche dalle vendite dei singoli, in particolar modo Calore (certificato disco di platino nel dicembre 2011 per le oltre 30 000 vendite in digitale), e degli altri brani del disco, tra cui Meravigliosa, nono nella Top Singoli sebbene non sia mai stato pubblicato come singolo. L'EP in Svizzera ha raggiunto la posizione numero 85.
Oltre ha collezionato in totale 37 settimane di permanenza in classifica. A gennaio 2014 è stato certificato triplo disco di platino per le oltre 150 000 copie vendute.

## Classifiche

### Classifiche settimanali
| Classifica (2010) | Posizione massima |
| ----------------- | ----------------- |
| Italia            | 1                 |
| Svizzera          | 85                |

### Classifiche di fine anno
| Classifica (2010) | Posizione |
| ----------------- | --------- |
| Italia            | 2         |